# 99862 Kenlevin
99862 Kenlevin è un asteroide della fascia principale. Scoperto nel 2002, presenta un'orbita caratterizzata da un semiasse maggiore pari a 3,9548972 UA e da un'eccentricità di 0,2608231, inclinata di 10,08270° rispetto all'eclittica.
L'asteroide è dedicato all'astrofilo statunitense Ken Levin.